# Mallos flavovittatus
Mallos flavovittatus är en spindelart som först beskrevs av Eugen von Keyserling 1881.  Mallos flavovittatus ingår i släktet Mallos och familjen kardarspindlar. Inga underarter finns listade i Catalogue of Life.